# Jim Murray (Journalist, 1957)
Jim Murray (* 13. November 1957 in Merstham, Surrey) ist ein britischer Journalist, Experte für Whisky sowie Fachbuchautor. Sein Werk Jim Murray's Whisky Bible bewertet ca. 4000 Whiskys und erscheint jährlich.

## Leben
Bereits als Teenager hatte er eine eigene Fernsehshow Murray on Monday und schrieb ein Buch zum Sportjournalismus Millwall: Lions of the South. Er war Journalist für den Daily Star und The Sunday People, bevor er beruflich Bücher über Whisky schrieb. Er war beim International Wine and Spirit Competition in der Jury und als Vorstandsmitglied tätig. Er lebt in Frankfort in Kentucky.
Als erste Destillerie besuchte er 1975 Talisker. Er hat seither fast jede Destillerie weltweit besucht.
1994 veröffentlichte er sein erstes Buch Jim Murray's Irish Whiskey Almanac. Dieses Buch wurde 1997 neu aufgelegt unter dem Titel Classic Irish Whiskey.
Die Jim Murray's Whisky Bible ist ein permanentes Projekt. Jährlich erscheint eine neue Ausgabe mit neuen Destillerien und Whiskys. Dabei ist die erreichbare Höchstpunktzahl 100 Punkte. Bewertet werden dabei das Aroma (Geruch), Geschmack, Abgang und Ausgewogenheit. Ebenfalls sind Verkostungsnoten hinterlegt.
Er hat auch die Whisky Tasting Guidelines erstellt, mit denen erläutert wird, wie ein Whisky bestmöglich probiert werden kann.

## Werke (Auswahl)
- Murray, James (1988). Millwall: Lions of the South
- Murray, Jim (1994).  Jim Murray's Irish Whiskey Almanac
- Murray, Jim (1997).  The Complete Guide to Whisky
- Murray, Jim (1997).  Classic Irish Whiskey
- Murray, Jim (1998).  Classic Bourbon, Tennessee & Rye Whiskey
- Murray, Jim (1998).  The Art of Whisky ISBN 1-873162-67-7
- Murray, Jim (1999).  Classic Blended Scotch
- Murray, Jim (2003).  Jim Murray's Whisky Bible 2004 ISBN 1-84442-991-1
- Murray, Jim (2004).  Jim Murray's Whisky Bible 2005 ISBN 1-84442-670-X
- Murray, Jim (2005).  Jim Murray's Whisky Bible 2006 ISBN 1-84442-550-9
- Murray, Jim (2006).  Jim Murray's Whisky Bible 2007 ISBN 978-0-9554729-0-9
- Murray, Jim (2007).  Jim Murray's Whisky Bible 2008 ISBN 978-0-9554729-2-3
- Murray, Jim (2008).  Jim Murray's Whisky Bible 2009 ISBN 978-0-9554729-3-0
- Murray, Jim (2009).  Jim Murray's Whisky Bible 2010 ISBN 978-0-9554729-4-7
- Murray, Jim (2010).  Jim Murray's Whisky Bible 2011 ISBN 978-0-9554729-5-4
- Murray, Jim (2011).  Jim Murray's Whisky Bible 2012 ISBN 978-0-9554729-6-1
- Murray, Jim (2012).  Jim Murray's Whisky Bible 2013 ISBN 978-0-9554729-7-8
- Murray, Jim (2013).  Jim Murray's Whisky Bible 2014 ISBN 978-0-9554729-8-5
- Murray, Jim (2014).  Jim Murray's Whisky Bible 2015 ISBN 978-0-9554729-9-2
- Murray, Jim (2015).  Jim Murray's Whisky Bible 2016 ISBN 978-0-9932986-0-8
- Murray, Jim (2016).  Jim Murray's Whisky Bible 2017 ISBN 978-0-9932986-1-5
- Murray, Jim (2017).  Jim Murray's Whisky Bible 2018 ISBN 978-0-9932986-2-2
- Murray, Jim (2018).  Jim Murray's Whisky Bible 2019 ISBN 978-0-9932986-3-9
- Murray, Jim (2019).  Jim Murray's Whisky Bible 2020 ISBN 978-0-9932986-4-6
- Murray, Jim (2020).  Jim Murray's Whisky Bible 2021 ISBN 978-0-9932986-6-0